# Bare-metal server
Um servidor bare metal também conhecido como servidor dedicado é um computador geralmente de maior porte e mais sofisticado que computador doméstico que é utilizado como servidor de arquivos e aplicações sem utilização de camada de software entre o hardware e o sistema operacional, ou seja, não utiliza virtualização. Pode ser oferecido por uma empresa prestadora de serviço, que entrega não somente a locação do hardware como também serviços de datacenter, como energia, resfriamento, proteção física e incêndio, internet de alta velocidade e infraestrutura de rede como switches e routers.
O bare metal é um hardware dedicado e portanto, não é uma servidor virtual.
O termo bare metal é utilizado para diferenciar servidor que roda dentro de uma camada de virtualização, oferecido pelas nuvens públicas como instância de servidor, servidor virtual ou servidor cloud.

## Opções de configuração
Geralmente em ambientes comerciais é oferecido em datacenters certificados com o Tier 3 do Uptime Institute. Algumas características comuns em servidores bare metal, podendo ou não ser oferecidos:
- Fonte redundante e hotswap, pode ser oferecido com fonte redundante, obrigatório em datacenters Tier 3. Com isso se uma fonte ou circuito de energia parar ou queimar a outra fonte assume. O circuito de energia em datacenter Tier 3 é oferecido aos pares, cada qual vindo de uma infraestrutura de energia separada, desde a rede pública de energia, o gerador de energia, nobreaks e distribuição.  As fontes podem ser trocadas sem desligar o equipamento, pois possuem um mecanismo de alavanca externo para remoção sem abrir o equipamento.
- Discos em hotswap com controladora RAID, caso um dos discos queime ou apresente outro problema os demais continuam funcionando sem parar sem haver interrupção no serviço ou perda de dados (para RAID nível 1, 5, 6, 10, 50, 60, exceto RAID 0 ou JBOD). As gavetas de discos podem ser trocadas sem desligar o equipamento, pois possuem um mecanismo de alavanca externo para remoção sem abrir o equipamento.
- acesso remoto, console remoto ou KVM, são termos sinônimos que utilizam a tecnologia baseada em IPMI para acesso ao teclado, mouse e vídeo de forma remota, geralmente pelo navegador de internet ou aplicativo de desktop. Os fabricantes mais comuns de hardware oferecem uma placa normalmente opcional, na Dell chama-se DRAC, na Lenovo Xclarity, na HP iLO e na Supermicro é integrada em todas placas-mãe com o nome IPMI. A montagem remota de imagens ISO pode ser feitas através normalmente de uma licença adicional à placa IPMI, alguns provedores de bare metal oferecem o serviço completo, possibilitando montar uma imagem ISO de sistema operacional e até mesmo reinstalar o sistema operacional remotamente.
- VPN para gerenciamento do servidor sem internet, alguns provedores oferecem o serviço que possibilita gerenciar o servidor de forma segura, sem deixar a porta RDP/SSH ou a IPMI exposta a internet, impedindo um grande risco de segurança.
- Switch como rede redundante, com duas portas em link aggregation